# 三杯酒
三杯酒（英語：Sam Pui Chau）是香港的一個島嶼，地區行政上屬於大埔區的西貢北。位於企嶺下海近十四鄉的井頭村，又稱「三杯酒兩杯茶」，因為小島上有5個小山崗，中間的三個山崗比較細小，而且聚在一起，像3個中國式小酒杯，兩端較大的山崗像兩個沒有杯耳的茶杯。

## 交通
遊人可到大學站或馬鞍山搭乘專線小巴807K，井頭（三杯酒）下車 

## 註腳
1. ↑  .   [2008-04-04]. （原始内容存档于2008-05-31）.
2. ↑  . 港生活 （中文（香港））.[永久]